# Östunaby en Erkesberga
Östunaby en Erkesberga (Zweeds: Östunaby och Erkesberga) is een småort in de gemeente Knivsta in het landschap Uppland en de provincie Uppsala län in Zweden. Het småort heeft 119 inwoners (2005) en een oppervlakte van 17 hectare. Eigenlijk bestaat het småort uit twee plaatsen: Östunaby en Erkesberga.